# تدنيس القرآن في معتقل غوانتنامو
عملية تدنيس القرآن الكريم من قبل جنود القوات الأمريكية في إقليم غوانتنامو لمحتجزي المعتقل، لفت الخبر الانتباه بعد أن نشرة مجلة نيوزويك تقرير عن تدنيس القرآن، لقي الخبر صدى في العالم والعالم الإسلامي وردود فعل غاضبة ضد أمريكا، لاحقا سحبت نيوزويك الخبر، وقد أثبتت القوات الأمريكية وجود حالات لتدنيس القرآن من الجنود في القاعدة.

## تحقيقات القوات الأمريكية
في 3 يونيو 2005 م تم التحقيق من قبل قائد القاعدة اللواء جاي هود وأكد التالي :
- الجندي يركل مصحف القرآن متعمدا.
- الجندي يمشي على مصحف القرآن متعمدا.
- البول لمجند أتت به مروحة هوائية فسقط بشكل غير متعمد على محتجز والمصحف الذي معه.
- كرات مائية رميت من قبل محتجزين بشكل غير متعمد فتبلل المصحف.
- كلمتين إنجليزية فاحشة كتبت داخل غلاف المصحف (لم يثبت تورط الجنود).

أكد التقرير على أنها حالات نادرة، وأن الاحترام للقرآن في القاعدة غير محترم البتة. هذا أمر طبيعي للأن الجنود الأمريكيين لا يعلمون من وإلى أين ينتهون.
الوقوف فوق المصحف وطرح أسئلة على المحتجز

## وصلات خارجية
- حملة أغلقوا غونانامو